# Ana Guerra (política)
Ana Maria Quintans Guerra de Oliveira (Campina Grande, 13 de setembro de 1954) é uma psicóloga e política brasileira, que exerceu mandato como deputada federal eleita pelo PT-MG no ano de 2003, cuja posse se deu em 11 de fevereiro do referido ano. Também foi vereadora da cidade de Poços de Caldas.